# 絕情谷 (電台節目)
《絕情谷》是一個從 2003 至 2005 年於香港商業二台廣播的節目，由倪震及谷祖琳主持，節目時間為星期一至星期五深夜12時至2時。

## 簡介
節目於2003年10月14日首播，起初由倪震及張燊悅主持，內容包括男女愛情及兩性關係。由於節目談及多項與性有關內容，題材露骨，曾令聽眾向香港廣播事務管理局投訴。其後由於張燊悅專心電影發展，2004年3月1 日女主持人由谷祖琳取代，節目內容亦以討論男女愛情為主。
因倪震專心於寫作，《絕情谷》於2005年9月30日播出最後一集，節目時段由《她他她打到嚟！》補上。

## 外部連結
- 881903.com 商業電台 - 絕情谷節目重溫
- lovelovelovelovelovelovelove.com(七個愛) (已關閉)
- 絕情谷非官方網站 （页面存档备份，存于）

| 香港商業電台 叱咤903商業節目 |                                     |                         |
| 上一節目 -                   | 絕情谷 2003年10月14日-2005年9月30日 | 下一節目 她他她打到嚟！ |